# シビル・ミニマム
シビル・ミニマム(シビルミニマム、civil minimum)は、都市化社会・都市型社会において、市民が生活していくのに最低限必要な生活基準。これに基づき市民と自治体の協働で、社会資本整備、まちづくり、社会保障等の基準を定めるべきとされる。